# Liste der Biografien/Lii
Liste der Biografien |
Portal Biografien |
Personensuche
# |
A |
B |
C |
D |
E |
F |
G |
H |
I |
J |
K |
L |
M |
N |
O |
P |
Q |
R |
S |
T |
U |
V |
W |
X |
Y |
Z |
?
 
La |
Lb |
Lc |
Le |
Lg |
Lh |
Li |
Lj |
Ll |
Lm |
Lo |
Lp |
Lt |
Lu |
Lv |
Lw |
Lx |
Ly |
Lz
 
Lia |
Lib |
Lic |
Lid |
Lie |
Lif |
Lig |
Lih |
Lii |
Lij |
Lik |
Lil |
Lim |
Lin |
Lio |
Lip |
Liq |
Lir |
Lis |
Lit |
Liu |
Liv |
Liw |
Lix |
Liy |
Liz
Die Liste der Biografien führt alle Personen auf, die in der deutschsprachigen Wikipedia einen Artikel haben. Dieses ist eine Teilliste mit 28 Einträgen von Personen, deren Namen mit den Buchstaben „Lii“ beginnt.

## Lii

### Liia
- Liias, Toni (* 1986), finnischer Radrennfahrer

### Liib
- Liibak, Kati (* 1983), estnische Fußballnationalspielerin

### Liic
- Liiceanu, Gabriel (* 1942), rumänischer Philosoph und Schriftsteller

### Liik
- Liikanen, Erkki (* 1950), finnischer Politiker (SDP), Mitglied des Reichstags
- Liikkanen, Väinö (1903–1957), finnischer Skilangläufer

### Liim
- Liimatainen, Heikki (1894–1980), finnischer Leichtathlet
- Liimatainen, Jani (* 1980), finnischer Gitarrist
- Liimatainen, Kirsi Marie (* 1968), finnische Filmregisseurin und Schauspielerin
- Liimatainen, Petri (* 1969), schwedischer Eishockeyspieler
- Liimatta, Otso (* 2004), finnischer Fußballspieler
- Liimets, Eva-Maria (* 1974), estnische Diplomatin

### Liin
- Liina, Wiktor Nikolajewitsch (* 1968), russischer Admiral
- Liinamaa, Keijo (1929–1980), finnischer Politiker

### Liip
- Liipola, Henri (* 1994), finnischer Hammerwerfer

### Liiv
- Liiv, Jakob (1859–1938), estnischer Lyriker
- Liiv, Juhan (1864–1913), estnischer Dichter und Erzähler
- Liiv, Marcella (* 1998), estnische Speerwerferin
- Liiv, Marten (* 1996), estnischer Eisschnellläufer
- Liiv, Toomas (1946–2009), estnischer Lyriker und Literaturkritiker
- Liiva, Johan (* 1970), schwedischer Extreme-Metal-Sänger und -MusikerJohan Liiva (* 1970)

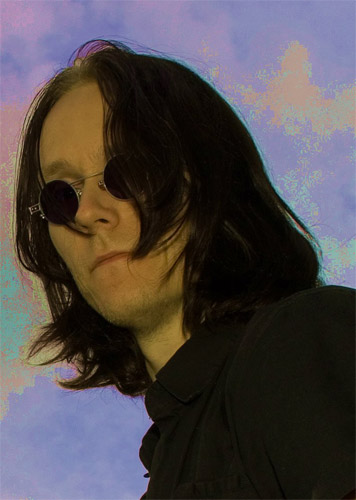
Johan Liiva (* 1970)

- Liivak, Evi (1924–1996), US-amerikanische Violinistin estnischer Herkunft
- Liivak, Frank (* 1996), estnischer Fußballspieler
- Liivak, Maria Lee (* 1984), estnische Dichterin und Dramaturgin
- Liivaku, Uno (* 1926), estnischer Übersetzer und Buchwissenschaftler
- Liivar, Ralf (1903–1990), estnischer Fußballspieler
- Liivat, Lola (1928–2025), sowjetisch-estnische Malerin
- Liives, Ardi (1929–1992), estnischer Schriftsteller
- Liivik, Siim (* 1988), finnisch-estnischer Eishockeyspieler